# Scythropochroa leucogaster
Scythropochroa leucogaster är en tvåvingeart som beskrevs av Edwards 1925. Scythropochroa leucogaster ingår i släktet Scythropochroa och familjen sorgmyggor. Inga underarter finns listade i Catalogue of Life.